# Augusto Thompson
Augusto Frederico Gaffrée Thompson (1933 - 2007), mais conhecido apenas como Augusto Thompson, foi um advogado criminalista, jurista, autor, penitenciarista e professor brasileiro. 
Lecionou Direito Penal e Criminologia na Universidade Cândido Mendes Ipanema (bacharelado: direito penal; orientação à monografia) e Cândido Mendes Centro (pós-graduação: mestrado; especialização em advocacia criminal). 
Exerceu os cargos de Procurador do Estado da Guanabara (1963) e do Rio de Janeiro, foi Superintendente do Sistema Penal do Estado da Guanabara (1965), presidente do Conselho Penitenciário do Estado do Rio de Janeiro em duas administrações (1983 e em 2003), Diretor Geral do Sistema Penitenciário do Estado do Rio de Janeiro e Chefe da Comissão de reforma do Regulamento Penitenciário do Estado do Rio de Janeiro. Foi Vice-presidente do Instituto Carioca de Criminologia (2005).
Exerceu também as funções de Diretor Legal da Superintendência de Urbanização e Saneamento (SURSAN) do Estado da Guanabara, foi chefe da representação do Estado da Guanabara em Brasília, Chefe da Assessoria Jurídica da RIOTUR, do Município do Rio de Janeiro, Procurador-chefe da Procuradoria do Estado do Rio de Janeiro, em Brasília. Alcançou grande fama com sensacionais defesas perante o Júri, onde se sentia em casa. Muitas de suas defesas se encontram nos livros Advogado de Defesa I e II. 
Iniciou sua carreira como assistente de Alfredo Tranjan, famoso advogado criminal, que escreveu sua história nos tribunais do júri em um clássico: A Beca Surrada - meio século de advocacia criminal. Tranjan dedicou um capítulo a Augusto Thompson, narrando a sua fascinante personalidade e a forma original com que Thompson ingressou no escritório ("Capítulo - Sobre o insólito"). Ali, Alfredo Tranjan afirma que Thompson tornou-se "um dos mais completos tribunos de uma geração que nos deu Serrano Neves, Humberto Teles, José Bonifácio Diniz de Andrada. (...)  produziu obras jurídicas de respeito. Ao lado de Antônio Vicente da Costa Junior faz par como dos mais acatados conhecedores do Direito Penitenciário"  
Por ocasião de seu falecimento, diversas homenagens foram realizadas, no Conselho Nacional de Política Criminal e Penitenciária (órgão do Ministério da Justiça), foi deliberado um minuto de silêncio em sua memória, e seu nome foi designado para o próximo prêmio de monografia daquele órgão. A Pontifícia Universidade Católica em seminário com a participação do Ministro do Supremo Tribunal da Argentina, Dr. Eugênio Raúl Zaffaroni, também o homenageou. Na comunidade jurídica, muitos foram os alunos, colegas, admiradores e discípulos que sentiram com seu passamento, rendendo muitas outras homenagens a um dos maiores advogados criminais que já tivemos. 
A obra de Augusto Thompson, principalmente a parte que abrange o estudo do sistema penal e prisional, é leitura obrigatória para quem se dedica ao assunto, e seus livros aos poucos vão se transformando em clássicos no segmento. Inúmeros estudos fazem referência à sua bibliografia
O penitenciarista defendia que o problema da prisão é a própria prisão. No prefácio à primeira edição de sua Questão Penitenciária, editado então em 1974, observava: "A penitenciária não pode recuperar criminosos nem pode ser recuperada para tal fim"
Em 2003, participou da peça do inglês Terence Rattigan, inédita no Brasil: O Caso Alma, do original Cause Célèbre, baseada num rumoroso caso judicial ocorrido na Inglaterra, em 1935. Seguindo a tradição do projeto, atuaram nos papéis jurídicos célebres advogados. No Brasil, atuaram os criminalistas Augusto Thompson, Jorge Vacite, Nélio Machado e Técio Lins e Silva e o desembargador José Carlos Barbosa Moreira.
O advogado criminal e ex-governador Nilo Batista, entrevistado em 2003 pela Caros Amigos, disse sobre Augusto Thompson: "Todo crime é político. Nos anos 70, eu me lembro que o Augusto Thompson, que é uma grande figura, deu uma resposta maravilhosa numa conferência, a um aluno que perguntou: Professor, qual é a diferença entre criminoso comum e criminoso político? E o Thompson falou: A diferença é que o comum também é político, só que ele não sabe." 

## Prêmios
- Medalha de prata, concedida pela Superintendência de Urbanização e Saneamento (SURSAN) do Estado da Guanabara
- Prêmio SESQUICENTENÁRIO DA INDEPENDÊNCIA - 1º lugar em concurso de monografias, promovido pela Ordem dos Advogados do Brasil
- Medalha de Ouro, concedida pela COMISSÃO DE JUSTIÇA E PAZ
- Medalha de prata concedida pelo Governo do Estado do Rio de Janeiro
- Medalha do Mérito Penitenciário, concedida pelo Departamento Geral do Sistema Penitenciário do Estado do Rio de Janeiro

## Livros
- Lei penal em branco e retroatividade benéfica[11]

- Escorço Histórico do Direito Criminal Luso-Brasileiro

- A Questão Penitenciária[12]

- Advogado de defesa

- Quem são os criminosos?

- Manual de Orientação para Preparo de Monografia

- Advogado de defesa II

- Noveletas Marginais

- Eduarda

- A Meada (publicado após a sua morte)